# Paolo Bettini

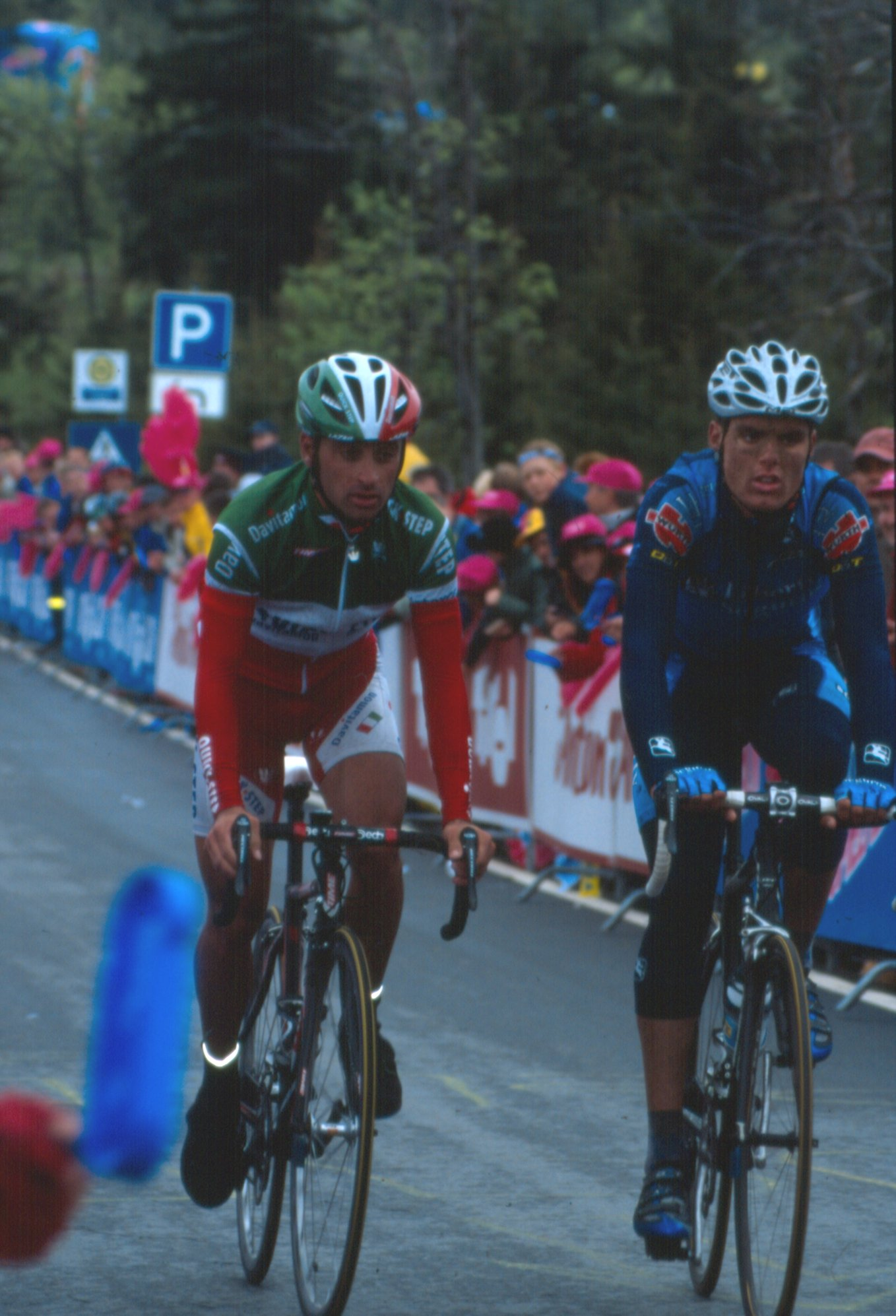
Paolo Bettini

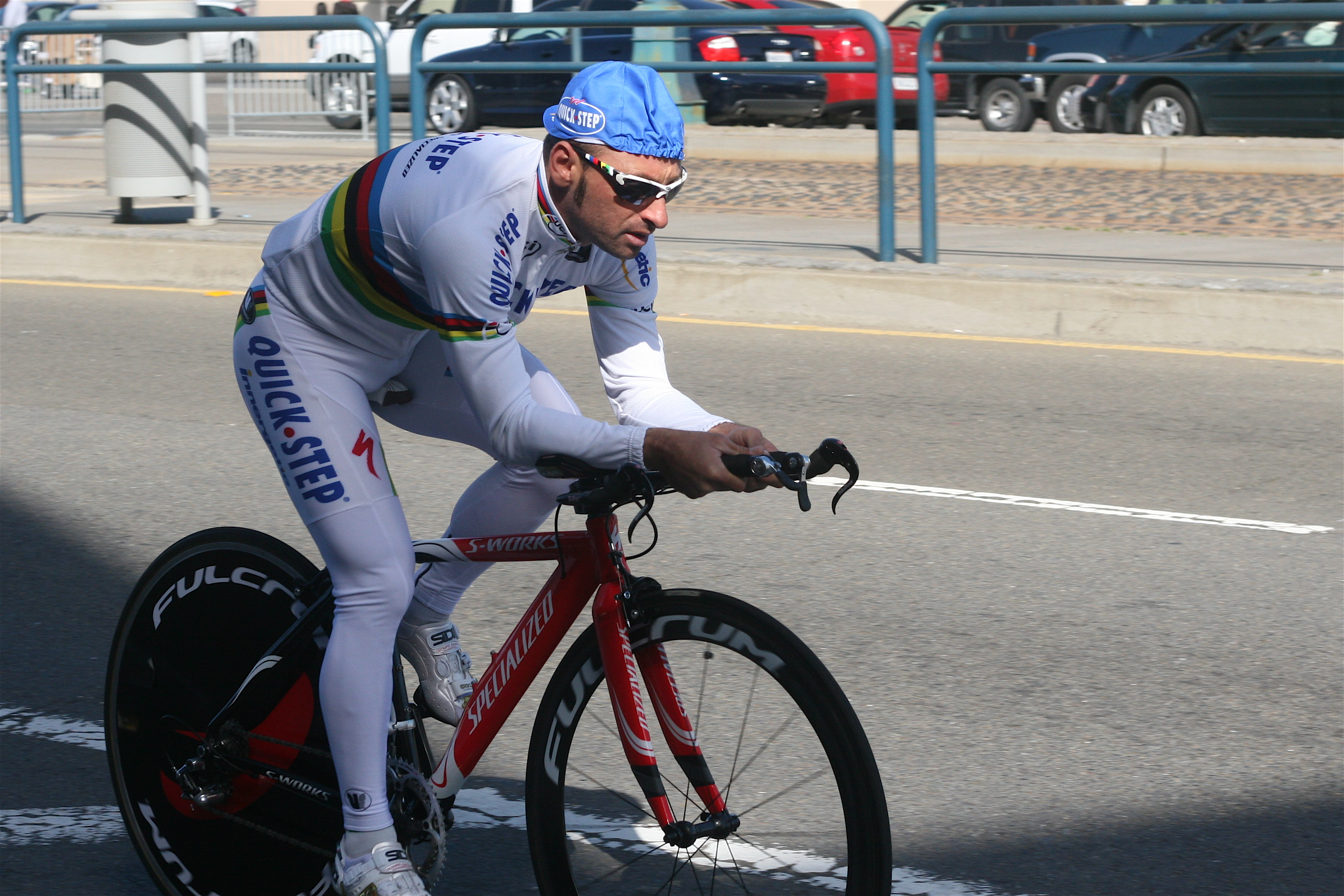
Paolo Bettini a la Volta a Califòrnia 2007

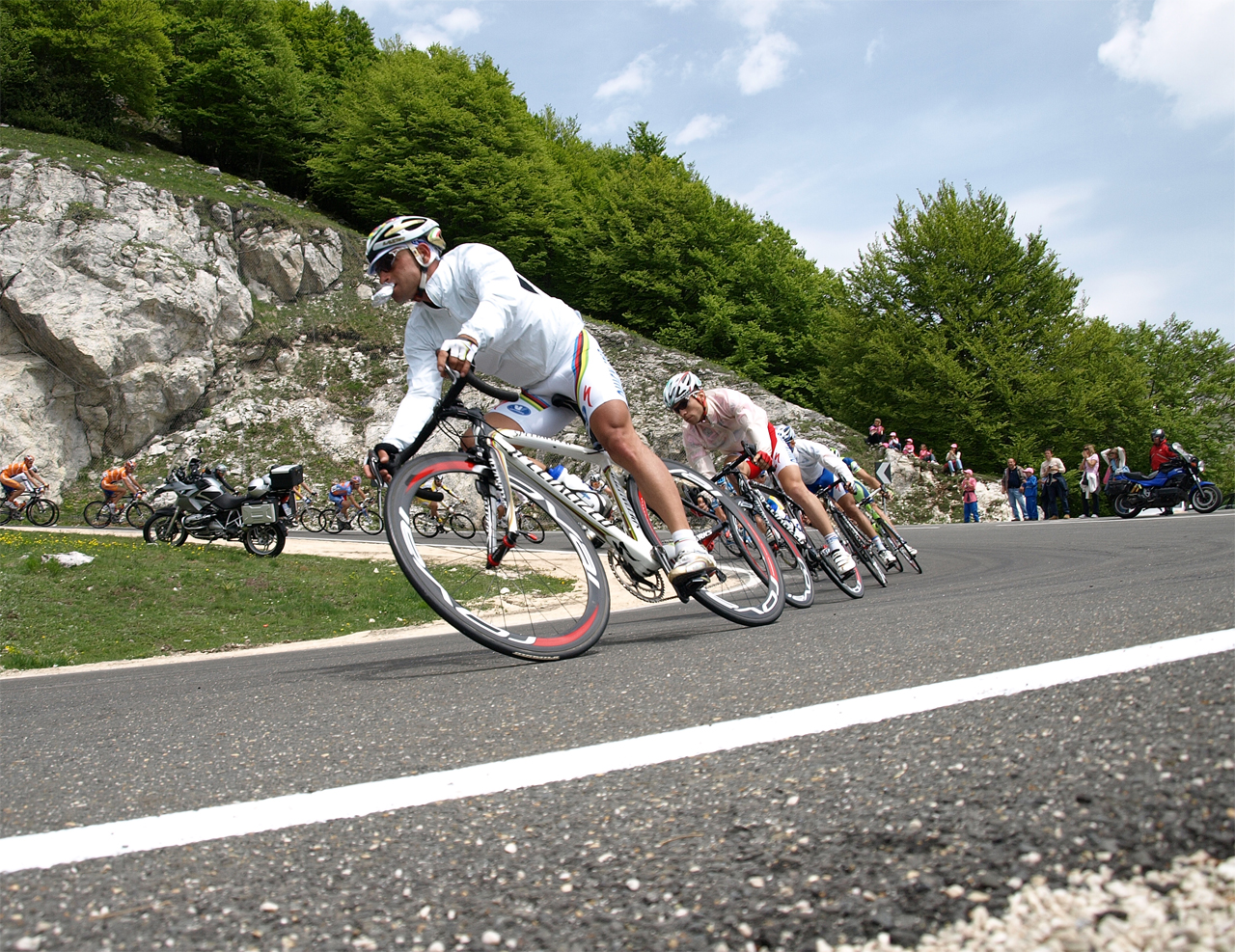
Paolo Bettini al Giro d'Itàlia de 2008

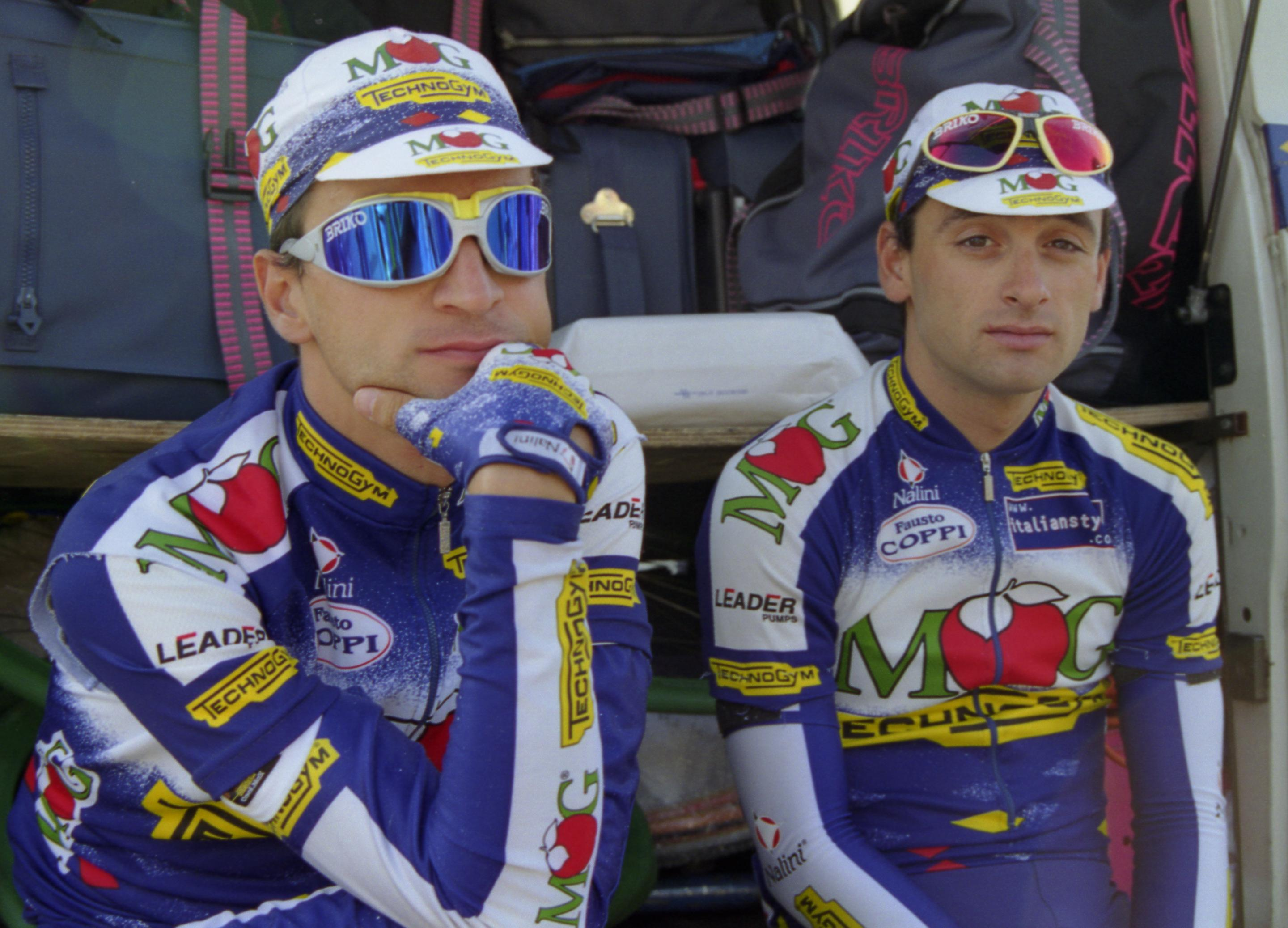
Michele Bartoli i Paolo Bettini a la Paris-Tours de 1998

Paolo Bettini (Cecina, Toscana, 1 d'abril de 1974) va ser un ciclista italià, que fou professional entre 1997 i 2008. Considerat com un dels més grans especialistes de clàssiques de la dècada del 2000, en el seu palmarès destaquen la Milà-San Remo, Lieja-Bastogne-Lieja, la Volta a Llombardia, el Campionat del món de 2006 i 2007, la medalla d'or als Jocs Olímpics d'Atenes. La seva darrera cursa en ruta fou el Campionat del món de Varese, i la seva retirada definitiva fou als Sis dies de Milà, fent parella amb Joan Llaneras.
El 21 de març de 2010 fou escollit nou seleccionador italià de ciclisme, després de la mort de Franco Ballerini el 7 de febrer de 2010.

## Palmarès
- 1998
  - Vencedor d'una etapa del Tour de Romandia
- 1999
  - 1r al Giro de la Província de Lucca i vencedor de 2 etapes
  - Vencedor d'una etapa de la Tirrena-Adriàtica
  - Vencedor d'una etapa de la Volta a Galícia
- 2000
  - 1r a la Lieja-Bastogne-Lieja
  - 1r al Memorial Cecchi Gori i vencedor de 2 etapes
  - 1r al Trofeu de Sóller
  - Vencedor d'una etapa del Tour de França
- 2001
  - 1r al Campionat de Zúric
  - 1r a la Coppa Placci
  - Vencedor de 2 etapes del Tour de Langkawi
  - Vencedor d'una etapa del Giro de la Província de Lucca
  -  Medalla de plata al Campionat del món
- 2002
  -  Copa del món de ciclisme
  - 1r a la Lieja-Bastogne-Lieja
  - 1r a la Coppa Sabatini
  - 1r al Giro del Lazio
  - 1r al Tour de la Regió Valona
  - 1r al Giro Riviera Ligure Ponente i vencedor de 2 etapes
  - Vencedor d'una etapa de la Tirrena-Adriàtica
- 2003
  -  Campió d'Itàlia en ruta
  -  Copa del món de ciclisme
  - 1r a la Milà-San Remo
  - 1r a la HEW Cyclassics
  - 1r a la Clàssica de Sant Sebastià
  - 1r al Tour del Mediterrani
- 2004
  -  Campió Olímpic
  -  Copa del món de ciclisme
  - 1r a la Tirrena-Adriàtica i vencedor de 2 etapes
  - 1r al Gran Premi de Camaiore
  - Vencedor d'una etapa de la Volta a Suïssa
  - Vencedor d'una etapa del Tour del Mediterrani
  - Vencedor d'una etapa del Circuit Franco-belga
- 2005
  - 1r al Campionat de Zúric
  - 1r a la Volta a Llombardia
  - Vencedor d'una etapa del Giro d'Itàlia i  1r de la Classificació per punts
  - Vencedor d'una etapa de la Volta a Espanya
- 2006
  -  Campió del món de ciclisme en ruta
  -  Campió d'Itàlia en ruta
  - 1r a la Volta a Llombardia
  - 1r al Gran Premi de Lugano
  - 1r al Trofeu de Sóller
  - Vencedor de 2 etapes de la Tirrena-Adriàtica
  - Vencedor d'una etapa del Giro a Itàlia i  1r de la Classificació per punts i de la Combativitat
  - Vencedor d'una etapa de la Volta a Espanya
- 2007
  -  Campió del món de ciclisme en ruta
  - Vencedor d'una etapa de la Volta a Espanya
  - Vencedor d'una etapa de la Volta a Califòrnia
- 2008
  - 1r al Trofeu Matteotti
  - Vencedor de 2 etapes de la Volta a Espanya
  - Vencedor d'una etapa de la Volta a Àustria
  - Vencedor d'una etapa del Tour de Valònia
  - 1r als Sis dies de Milà (amb Joan Llaneras)

### Resultats al Tour de França
- 2000. Abandona (13a etapa). Vencedor d'una etapa
- 2001. 70è de la classificació general
- 2003. 48è de la classificació general
- 2004. 58è de la classificació general

### Resultats al Giro d'Itàlia
- 1997. 25è de la classificació general
- 1998. 7è de la classificació general
- 1999. 44è de la classificació general
- 2002. Abandona
- 2005. 38è de la classificació general.  1r de la Classificació per punts.  Maglia rosa durant 4 etapes
- 2006. 56è de la classificació general. 1r de la Classificació per punts, de la Combativitat i vencedor d'una etapa
- 2007. 41è de la classificació general
- 2008. 19è de la classificació general

### Resultats a la Volta a Espanya
- 1999. Abandona
- 2005. No surt (18a etapa). Vencedor d'una etapa
- 2006. Abandona. Vencedor d'una etapa
- 2007. Abandona. Vencedor d'una etapa
- 2008. No surt (19a etapa). Vencedor de 2 etapes

## Distincions
- Bicicleta d'or: 2006
- Mendrisio d'or: 2003 i 2007